# NGC 3758
NGC 3758 (również PGC 35905 lub Markarian 739) – galaktyka spiralna (S?), znajdująca się w gwiazdozbiorze Lwa, odległa o ok. 425 milionów lat świetlnych od Ziemi. Została odkryta 18 marca 1874 roku przez Ralpha Copelanda.
NGC 3758 jest galaktyką aktywną, należącą do galaktyk Seyferta typu 1. W swym centrum zawiera jednak nie jedną supermasywną czarną dziurę (które posiadają aktywne galaktyki), ale aż dwie, które są pozostałością po zderzeniu galaktyk. Czarne dziury w centrum galaktyki oddalone są od siebie tylko o 11 tysięcy lat świetlnych.